# Вулиця Могильницького (Львів)
Вулиця Могильницького — вулиця у Шевченківському районі міста Львова, в місцевості Клепарів. Пролягає від вулиці Липинського до вулиці Ржегоржа та паралельно до проспекту Чорновола.

## Історія та забудова
Вулиця виникла у складі селища Клепарів на початку XX століття. Після входження селища до меж міста 11 квітня 1930 року, вулиці колишнього селища були перейменовані або ж новоутвореним вулицям надавалися певні назви. Так, у 1931 році отримала офіційну назву Ґалля, на честь польського композитора і диригента Яна Кароля Ґалля. У 1933 році вулицю перейменували на Бернатувку, під час німецької окупації, з 1943 року по липень 1944 року — Бернатгофґассе. У липні 1944 року повернена передвоєнна, але вже уточнена назва — вулиця Бернатівка. Сучасна назва походить з 1946 року, на пошану культурно-освітнього і релігійного діяча Галичини Антіна Могильницького.
Забудова вулиця складається з трьох приватних одноповерхових будинків під № 16, 18, 20, зведених у 1930-х роках в стилі конструктивізму, житлового комплексу під № 14, що складається з двох- та чотириповерхових житлових секцій, зведеного у 2014—2016 роках та восьмиповерхового житлового будинку під № 28, зведеного у 2008—2010 роках.